# Heinsberg (Westfalen)
Heinsberg is een deel van de gemeente Kirchhundem in het district Olpe in Noordrijn-Westfalen in Duitsland.
Heinsberg ligt aan de Uerdinger Linie, in het traditionele Nederduitse gebied van het dialect Westfaals. Heinsberg ligt in het Sauerland. Er wonen circa 1050 inwoners in Heinsberg.